# 热讷夫雷
热讷夫雷（法語：Genevrey，法語發音：[ʒənvʁɛ]）是法国上索恩省的一个市镇，属于吕尔区。

## 地理
热讷夫雷（47°43'26"N, 6°19'29"E）面积11.97 平方千米，位于法国勃艮第-弗朗什-孔泰大區上索恩省，该省份为法国东部内陆省份，北起顺时针与孚日省、贝尔福地区省、杜省、汝拉省、科多尔省和上马恩省接壤。
与热讷夫雷接壤的市镇（或旧市镇、城区）包括：布罗特莱吕克瑟伊、阿德朗和勒瓦勒德比泰讷、沙特内、当伯努瓦莱科隆布、索村、塞尔维涅。
热讷夫雷的时区为UTC+01:00、UTC+02:00（夏令时）。

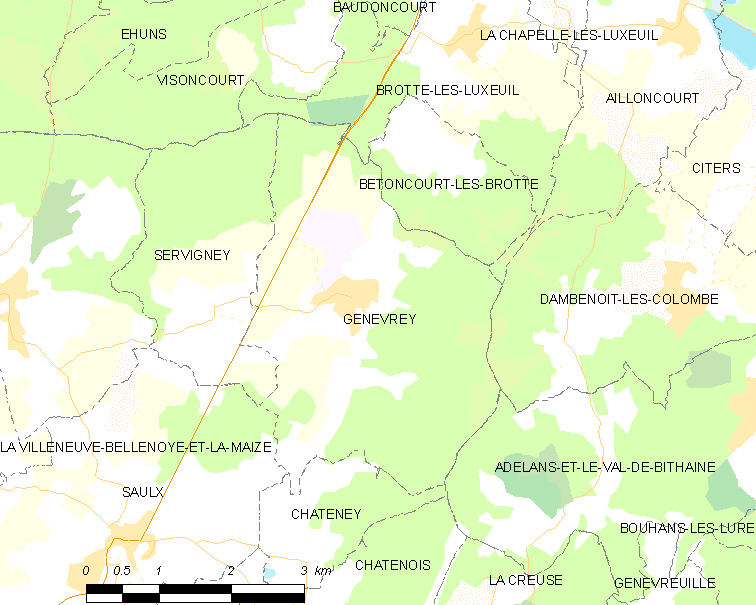
热讷夫雷的OSM定位图

## 行政
热讷夫雷的邮政编码为70240，INSEE市镇编码为70263。

## 政治
热讷夫雷所属的省级选区为吕尔第一县。

## 人口

1962-2008年间热讷夫雷人口变化图示

热讷夫雷于2022年1月1日时的人口数量为245人。